# Konrad Müller (Politiker, 1902)
Konrad Gustav Heinrich Müller (* 19. September 1902 in Hofgeismar; † 30. Mai 1984 in Marburg) war ein deutscher Politiker (NSDAP) und Abgeordneter des Provinziallandtages der preußischen Provinz Hessen-Nassau.

## Leben
Konrad Müller wurde als Sohn des Landwirts Jean Müller und dessen Gemahlin Auguste Wilhelmine Beinhauer geboren. Nach dem Abitur studierte er in Göttingen Landwirtschaft und promovierte hier am 1. Juni 1926 zum Dr. phil. mit der Dissertation „Ueber den Einfluß der Konservierungsmethoden auf die Verdaulichkeit der Kartoffel sowie neue Ermittlungen über den Nährwert einiger Mahlabfäll“.
Er engagierte sich politisch und trat dem Deutschvölkischen Bund bei.
Er war Mitglied der Turnerschaft Cheruskia Göttingen.
Zum 1. Juli 1931 trat er in die NSDAP ein (Mitgliedsnummer 669.298). Im September des Jahres wurde er Mitglied der SA, wo er 1936 SA-Obersturmführer (Offizier im Range eines Oberleutnants) war.
1933 erhielt er ein Mandat für den Kurhessischen Kommunallandtag des Regierungsbezirks Kassel, aus dessen Mitte er zum Abgeordneten des Provinziallandtages der Provinz Hessen-Nassau bestimmt wurde.

## Politische Ämter
- Beauftragter des Reichskommissars für die Milchwirtschaft
- Erster Beigeordneter des Kreises Hofgeismar
- Kreisbauernführer
- stellvertretender landwirtschaftlicher Kreisfachberater
- Gauredner der NSDAP